# Sains-Richaumont
Sains-Richaumont és un municipi francès situat al departament de l'Aisne i a la regió dels Alts de França. L'any 2007 tenia 944 habitants.

## Demografia

### Població
El 2007 la població de fet de Sains-Richaumont era de 944 persones. Hi havia 411 famílies de les quals 121 eren unipersonals (40 homes vivint sols i 81 dones vivint soles), 129 parelles sense fills, 109 parelles amb fills i 52 famílies monoparentals amb fills.
La població ha evolucionat segons el següent gràfic:
Habitants censats

### Habitatges
El 2007 hi havia 475 habitatges, 407 eren l'habitatge principal de la família, 22 eren segones residències i 45 estaven desocupats. 436 eren cases i 38 eren apartaments. Dels 407 habitatges principals, 283 estaven ocupats pels seus propietaris, 108 estaven llogats i ocupats pels llogaters i 16 estaven cedits a títol gratuït; 7 tenien una cambra, 20 en tenien dues, 78 en tenien tres, 110 en tenien quatre i 192 en tenien cinc o més. 280 habitatges disposaven pel capbaix d'una plaça de pàrquing. A 208 habitatges hi havia un automòbil i a 118 n'hi havia dos o més.

### Piràmide de població
La piràmide de població per edats i sexe el 2009 era:
| Homes | Edats   | Dones |
| ----- | ------- | ----- |
| 0     | 95 o +  | 0     |
| 0     | 90 a 94 | 0     |
| 0     | 85 a 89 | 16    |
| 4     | 80 a 84 | 24    |
| 36    | 75 a 79 | 40    |
| 24    | 70 a 74 | 24    |
| 28    | 65 a 69 | 36    |
| 32    | 60 a 64 | 44    |
| 20    | 55 a 59 | 28    |
| 40    | 50 a 54 | 28    |
| 40    | 45 a 49 | 44    |
| 24    | 40 a 44 | 28    |
| 32    | 35 a 39 | 32    |
| 20    | 30 a 34 | 0     |
| 32    | 25 a 29 | 28    |
| 20    | 20 a 24 | 24    |
| 28    | 15 a 19 | 48    |
| 20    | 10 a 14 | 24    |
| 20    | 5 a 9   | 36    |
| 12    | 0 a 4   | 20    |

## Economia
El 2007 la població en edat de treballar era de 537 persones, 354 eren actives i 183 eren inactives. De les 354 persones actives 307 estaven ocupades (177 homes i 130 dones) i 47 estaven aturades (19 homes i 28 dones). De les 183 persones inactives 55 estaven jubilades, 46 estaven estudiant i 82 estaven classificades com a «altres inactius».

### Ingressos
El 2009 a Sains-Richaumont hi havia 423 unitats fiscals que integraven 982 persones, la mediana anual d'ingressos fiscals per persona era de 14.490 €.

### Activitats econòmiques
Dels 48 establiments que hi havia el 2007, 1 era d'una empresa extractiva, 3 d'empreses alimentàries, 1 d'una empresa de fabricació d'altres productes industrials, 6 d'empreses de construcció, 13 d'empreses de comerç i reparació d'automòbils, 4 d'empreses de transport, 3 d'empreses d'hostatgeria i restauració, 2 d'empreses financeres, 1 d'una empresa immobiliària, 3 d'empreses de serveis, 9 d'entitats de l'administració pública i 2 d'empreses classificades com a «altres activitats de serveis».
Dels 14 establiments de servei als particulars que hi havia el 2009, 1 era una gendarmeria, 1 oficina de correu, 1 una oficina bancària, 2 tallers de reparació d'automòbils i de material agrícola, 1 paleta, 2 fusteries, 2 lampisteries, 1 electricista, 2 perruqueries i 1 restaurant.
Dels 6 establiments comercials que hi havia el 2009, 1 era una botiga de més de 120 m², 1 una botiga de menys de 120 m², 2 carnisseries, 1 una peixateria i 1 una sabateria.
L'any 2000 a Sains-Richaumont hi havia 18 explotacions agrícoles que ocupaven un total de 1.200 hectàrees.

## Equipaments sanitaris i escolars
El 2009 hi havia 1 farmàcia i 1 ambulància.
El 2009 hi havia una escola elemental. Sains-Richaumont disposava d'un col·legi d'educació secundària amb 188 alumnes.

## Poblacions més properes
El següent diagrama mostra les poblacions més properes.